# Roger Vadim
Roger Vadim, właśc. Wadim Igoriewicz Plemiannikow (ur. 26 stycznia 1928 w Paryżu, zm. 11 lutego 2000 tamże) – francuski scenarzysta, reżyser i producent filmowy, a także pisarz i okazjonalnie aktor. Jeden z pionierów nowej fali francuskiego filmu. Jego najbardziej znane dzieła to filmy o charakterze erotycznym. Zafascynowany kinem, literaturą i muzyką, stał się znany również ze swoich licznych związków romantycznych, reżyserował filmy na podstawie scenariuszy swojego autorstwa z udziałem swoich żon, Brigitte Bardot, Annette Strøyberg i Jane Fondy.

## Życiorys
Urodził się w Paryżu. Jego matka, Maria Antonina (z domu Ardilouze), była aktorką teatralną. Jego ojciec, Igor Nikołajewicz Plemiannikow, białoruski oficer wojskowy i pianista, wyemigrował z Imperium Rosyjskiego i przyjął obywatelstwo francuskie. Był wicekonsulem Francji w Egipcie, stacjonował w Aleksandrii, a później został konsulem w Mersin w Turcji. Miał jedną siostrę, Hélène Plemiannikow (1929–2022). Chociaż w młodości mieszkał jako dziecko dyplomaty w Afryce Północnej i na Bliskim Wschodzie, śmierć ojca, gdy miał dziewięć lat, skłoniła rodzinę do powrotu do Francji, gdzie jego matka znalazła pracę w prowadzeniu schroniska w Alpach Francuskich, które służyło jako przystań dla Żydów i innych uciekinierów uciekających przed nazizmem. 
Początkowo myślał o zostaniu dyplomatą, tak jak jego ojciec, i studiował w Instytucie Nauk Politycznych. Wkrótce jednak studiował dziennikarstwo i pisarstwo na Uniwersytecie Paryskim, ale nie ukończył studiów. Uczęszczał na zajęcia w teatrze im. Sarah Bernhardt i grał niewielkie role w Twórcy Honoré de Balzaca czy Królu Learze Williama Shakespeare’a. Marc Allégret zaangażował go do komedii kryminalnej Pétrus (1946) z Fernandelem i dramatu historycznego Maria Chapdelaine (1950) z Michèle Morgan. To dzięki Marcowi Allégretowi, dla którego był również asystentem reżysera przy Blanche Fury (1948) i scenarzystą (Maria Chapdelaine (1950), Amante di Paride (1954), Stokrotka (En effeuillant la marguerite, 1956)), poznał Brigitte Bardot, która czekała do osiemnastego roku życia, by 20 grudnia 1952 mogła wyjść za mąż za Vadima. 
W 1956 Vadim nakręcił swój debiut reżyserski melodramat I Bóg stworzył kobietę (Et Dieu... créa la femme) z Brigitte Bardot w roli głównej. Film, przedstawiający wyzwoloną młodą kobietę, wywołał skandal i uczynił Brigitte Bardot międzynarodową gwiazdę. Kariera reżyserska Vadima nabrała rozpędu. Następnie zrealizował francusko–włoski dramat Nie ma słońca w Wenecji (Sait-on jamais..., 1957) z Robertem Hosseinem. Potem z Brigitte Bardot wyreżyserował dreszczowiec Księżycowi jubilerzy (Les bijoutiers du clair de lune, 1957), komedię romantyczną Kłopotliwa narzeczona (La Bride sur le cou, 1961), melodramat Odpoczynek wojownika (Le Repos du guerrier, 1962) i dramat Gdyby Don Juan był kobietą ( Don Juan ou si Don Juan était une femme..., 1972). 6 grudnia 1957 Bardot i Vadim rozwiedli się.
17 czerwca 1958 zawarł związek małżeński z duńską aktorką Annette Strøyberg, z którą miał córkę Nathalie (ur. 7 grudnia 1957). Strøyberg zagrała w horrorze erotycznym Vadima ...i umrzeć z rozkoszy (Et mourir de plaisir, 1960). 14 marca 1961 doszło do rozwodu.
Roger Vadim ponownie trafił na pierwsze strony gazet dzięki ekranizacji powieści Pierre’a Choderlosa de Laclos Niebezpieczne związki (Les Liaisons dangereuses, 1960) z Gérardem Philipe i Jeanne Moreau. Vadim przeniósł na duży ekran powieść Françoise Sagan Zamek w Szwecji (Château en Suède, 1963) z udziałem Moniki Vitti i wyreżyserował dramat wojenny Występek i cnota (Le Vice et la vertu, 1963), którego współscenarzystą był Roger Vailland. W filmie zagrały: Annie Girardot i Catherine Deneuve, z którą był związany w latach 1961–1964 i z którą ma syna, Christiana Igora Christophe’a (ur. 18 czerwca 1963).
14 sierpnia 1965 Vadim ożenił się z nową muzą Jane Fondą, z którą miał córkę Vanessę (ur. 28 września 1968). Wystąpiła w czterech filmach Vadima: ekranizacjach powieści – Arthura Schnitzlera Krąg miłości (La ronde, 1964),  Émile’a Zoli Zdobycz (La curée, 1966) i jednej z nowel Edgara Allana Poego Trzy kroki w szaleństwo (Histoires extraordinaires, 1968) oraz w tytułowej kultowej roli fantastycznonaukowej atrakcyjnej międzygwiezdnej agentki w fantastyczny produkcji Barbarella (1968). 16 stycznia 1973 Jane Fonda i Roger Vadim rozwiedli się.
Wyreżyserował kilka filmów anglojęzycznych, w tym komedię kryminalną Ładne dziewczyny ustawiają się w szeregu (Pretty Maids All in a Row, 1971), w której wystąpili: Rock Hudson i Telly Savalas. 13 grudnia 1975 poślubił Catherine Schneider, z którą miał syna Vanię (ur. 6 kwietnia 1974), lecz 10 czerwca 1977 doszło do rozwodu. Następnie zrealizował dramat Wierna żona (Une femme fidèle, 1976) z Sylvią Kristel, dreszczowiec erotyczny Nocne gry (Night Games, 1980) z Joanną Cassidy, komedię kryminalną The Hot Touch (Gorący dotyk, 1981) z udziałem Wayne’a Rogersa i Samanthy Eggar oraz młodzieżowy komediodramat Przyjęcie – niespodzianka (Surprise Party, 1983), gdzie w obsadzie znaleźli się: Mylène Demongeot, Michel Duchaussoy, Philippine Leroy-Beaulieu i Maurice Ronet. 
21 grudnia 1990 ożenił się po raz piąty z Marie-Christine Barrault. Porażką artystyczną okazał się remake I Bóg stworzył kobietę (And God Created Woman, 1988), luźno oparty na jego melodramacie z 1956, za który Rebecca De Mornay była nominowana do Złotej Maliny dla najgorszej aktorki. Od lat 90. Roger Vadim poświęcił się pisaniu, teatrowi i aktorstwu na małym ekranie. Barrault, jego ostatnia żona, regularnie grała w jego prdukcjach telewizyjnych, w tym miniserialu La Nouvelle tribu (1996), komedii telewizyjnej Mój ojciec miał rację (Mon père avait raison, 1996) czy komediodramacie telewizyjnym Un coup de baguette magique (1997).
Zmarł 11 lutego 2000 w paryskim szpitalu z powodu raka grasicy w wieku 72 lat. 

## Twórczość filmowa
- 1956: I Bóg stworzył kobietę (Et Dieu... créa la femme)
- 1957: Księżycowi jubilerzy (Les bijoutiers du clair de lune)
- 1957: Nie ma słońca w Wenecji (Sait-on jamais...)
- 1959: Niebezpieczne związki (Les liaisons dangereuses)
- 1960: ...i umrzeć z rozkoszy (Et mourir de plaisir)
- 1961: Kłopotliwa narzeczona (La bride sur le cou)
- 1962: Odpoczynek wojownika (Le repos du guerrier)
- 1962: Siedem grzechów głównych (Les sept péchés capitaux)
- 1963: Występek i cnota (La vice et la vertu)
- 1963: Zamek w Szwecji (Château en Suede)
- 1964: Krąg (La ronde)
- 1966: Zdobycz (La curée)
- 1968: Trzy kroki w szaleństwo (Histoires extraordinaires, segment)
- 1968: Barbarella (Barbarella)
- 1971: Ładne dziewczyny ustawiają się w szeregu (Pretty Maids All in a Row)
- 1972: Hellé
- 1973: Gdyby Don Juan był kobietą (Don Juan 73)
- 1974: Zamordowana młoda dziewczyna (La jeune fille assassinée)
- 1976: Wierna żona (Une femme fidele)
- 1977: Bonheur, impair et passe
- 1980: Nocne gry (Night Games)
- 1982–1987: Faerie Tale Theatre
- 1983: Przyjęcie - niespodzianka (Surprise Party)
- 1988: I Bóg stworzył kobietę (And God Created Woman)
- 1991: Safari
- 1993: Amour fou
- 1996: La nouvelle tribu
- 1997: Un coup de baguette magique

## Nagrody i nominacje
| Rok  | Nagroda                               | Kategoria      | Film                           | Rezultat  |
| ---- | ------------------------------------- | -------------- | ------------------------------ | --------- |
| 1957 | Złoty Niedźwiedź na 7. MFF w Berlinie | Najlepszy film | Nie ma słońca w Wenecji (1956) | Nominacja |
| 1966 | Złoty Lew na MFF w Wenecji            | Najlepszy film | Zdobycz (1966)                 | Nominacja |